# Kup Ružica Meglaj-Rimac
Pobjednice i finalistice Kupa Hrvatske u košarci. 
Danas se taj kup u čast velike hrvatske košarkašice zove Kup Ružica Meglaj-Rimac.

## Pobjednici i finalisti Kupa Hrvatske u košarci za žene - Kupa Ružica Meglaj-Rimac
| Sezona    | Pobjednice Kupa            | Finalistice Kupa       |
| --------- | -------------------------- | ---------------------- |
| 1992.     | Split                      | Montmontaža Zagreb     |
| 1992./93. | Montmontaža Zagreb         | Split                  |
| 1993./94. | Montmontaža Zagreb         | Split                  |
| 1994./95. | Centar banka Zagreb        | Montmontaža Zagreb     |
| 1995./96. | Montmontaža Zagreb         | Centar banka Zagreb    |
| 1996./97. | Centar banka Zagreb        | Šibenik                |
| 1997./98. | Adriatic osiguranje Zagreb | Šibenik                |
| 1998./99. | Zagreb                     | Montmontaža Zagreb     |
| 1999./00. | Croatia Zagreb             | Gospić 83 - Inero      |
| 2000./01. | Croatia Zagreb             | Šibenik - Jolly JBS    |
| 2001./02. | Šibenik                    | Gospić                 |
| 2002./03. | Gospić                     | Šibenik Jolly JBS      |
| 2003./04. | Šibenik Jolly JBS          | Croatia Zagreb         |
| 2004./05. | Gospić                     | Croatia Zagreb         |
| 2005./06. | Šibenik Joilly JBS         | Gospić Industrogradnja |
| 2006./07. | Gospić CO                  | Šibenik Joilly JBS     |
| 2007./08. | Jolly JBS Šibenik          | Gospić Industrogradnja |
| 2008./09. | Gospić CO                  | Medveščak Zagreb       |
| 2009./10. | Gospić CO                  | Šibenik Jolly JBS      |
| 2010./11. | Gospić CO                  | Šibenik Jolly JBS      |
| 2011./12. | Gospić CO                  | Novi Zagreb            |
| 2012./13. | Novi Zagreb                | Šibenik Jolly JBS      |
| 2013./14. | Novi Zagreb                | Trešnjevka 2009 Zagreb |
| 2014./15. | Medveščak Zagreb           | Ragusa Dubrovnik       |
| 2015./16. | Medveščak Zagreb           | Kvarner Rijeka         |
| 2016./17. | Medveščak Zagreb           | Trešnjevka 2009 Zagreb |

### Uspješnost klubova
| Klub                   | Osvajačice                                      | Finalistice                                             |
| ---------------------- | ----------------------------------------------- | ------------------------------------------------------- |
| Gospić                 | 2003., 2005., 2007., 2009., 2010., 2011., 2012. | 2000., 2002., 2006., 2008.                              |
| Croatia Zagreb         | 1995., 1997., 1998., 1999., 2000., 2001.        | 1996., 2004., 2005.                                     |
| Šibenik                | 2002., 2004., 2006., 2008.                      | 1997., 1998., 2001., 2003., 2007., 2010., 2011., 2013., |
| Trešnjevka 2009 Zagreb | 1993., 1994., 1996.                             | 1992., 1995., 1999., 2014., 2017.                       |
| Medveščak Zagreb       | 2015., 2016., 2017.                             | 2009.                                                   |
| Novi Zagreb            | 2013., 2014.                                    | 2012.                                                   |
| Split                  | 1992.                                           | 1993., 1994.                                            |
| Ragusa Dubrovnik       |                                                 | 2015.                                                   |
| Kvarner Rijeka         |                                                 | 2016.                                                   |